# 哥打拉沙马那花园

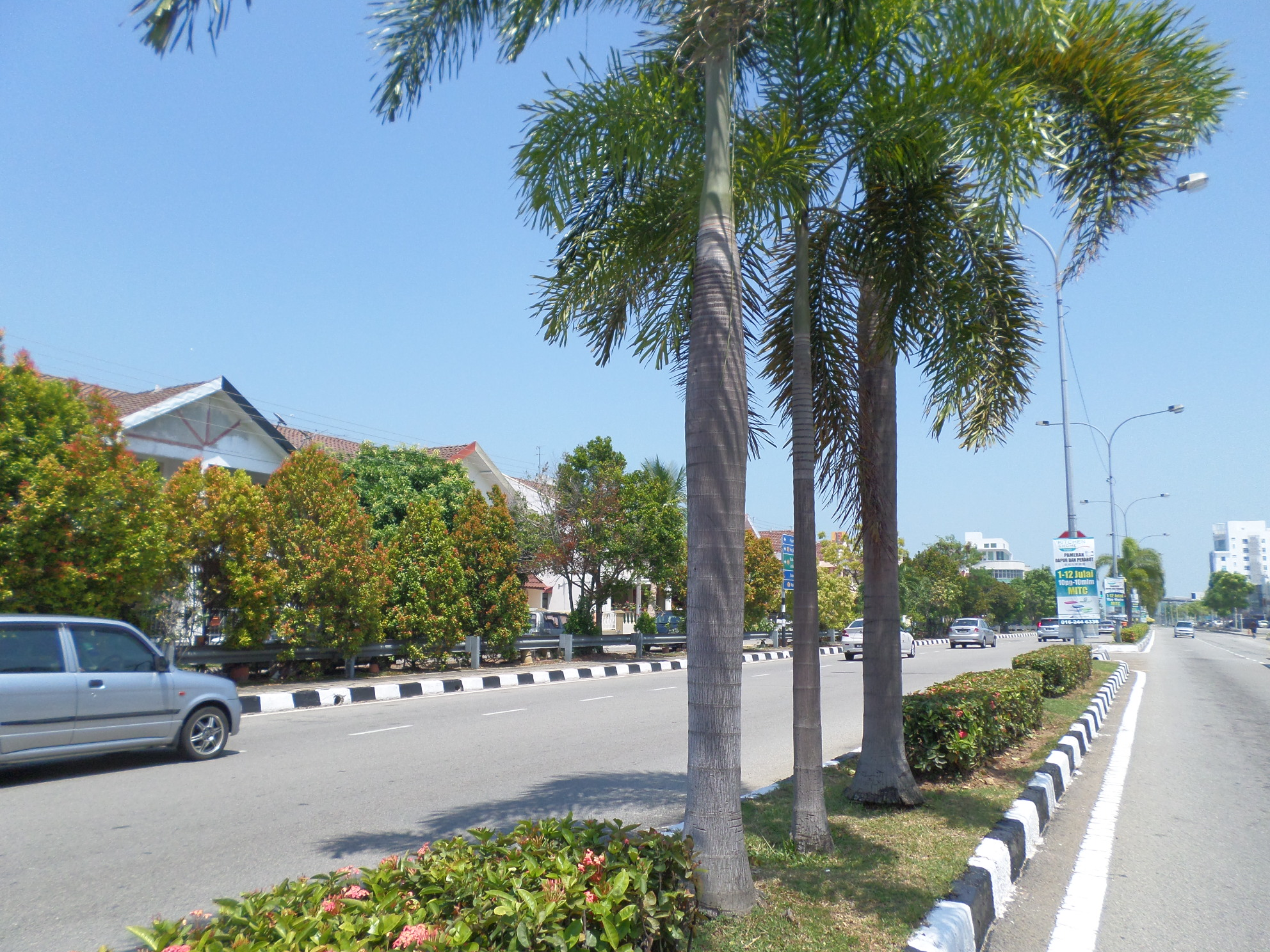
哥打拉沙马那花园

哥打拉沙马那花园(馬來文:Taman Kota Laksamana)是位于马来西亚马六甲州首府马六甲市的填海土地上的两个住宅区之一，与 馬六甲拉也花園(Taman Melaka Raya)相邻。这两个住宅区通过马六甲海岸大桥(Jambatan Pantai Melaka)和赛阿都拉阿齐兹街相互连接。住宅区的地标是马六甲印象城(Impression City)，这是一个占地 138 英亩的综合发展区，這個地標内也包括又見马六甲剧院(Encore Malaka)。  